# Loch Morar
Loch Morar (skotsk gælisk: Loch Mòrair) er en ferskvands loch i Lochaber, Highland, Skotland. Det er den femtestørste loch i Skotland målt på overfladeareal med 26,7 km2, og den dybeste ferskvandssøe på De Britiske Øer med en maksimal dybde på 310 m.
Søen blev skabt ved gletscherbevægelse for omkring 10.000 år siden, og vandspejlet ligger 9 moh. Den adskiller de traditionelle områder North Morar (som indeholder landsbyen Morar), fra Arisaig og Moidart.
Ligesom Loch Ness, hvor der med jævn mellem rapporteres om et uidentificeret stort søuhyre, så er der observeret et væsen i Loch Morar, der har fået navnet Morag.